# دين ليكوك
دين ليكوك (بالإنجليزية: Dean Leacock)‏ (10 يونيو 1984 في المملكة المتحدة - ) هو لاعب كرة قدم بريطاني في مركز الدفاع. شارك مع منتخب إنجلترا تحت 18 سنة لكرة القدم ومنتخب إنجلترا تحت 19 سنة لكرة القدم ومنتخب إنجلترا تحت 20 سنة لكرة القدم. أما مع النوادي، فقد لعب مع ديربي كاونتي وكوفنتري سيتي ونادي فولهام ونوتس كاونتي ونادي كرولي تاون ونادي ليتون أورينت ونادي وايتهوك.

## وصلات خارجية
- دين ليكوك على موقع قاعدة بيانات كرة القدم.إي يو (الإنجليزية)
- دين ليكوك على موقع Soccerbase.com (لاعب) (الإنجليزية)
- دين ليكوك على موقع Soccerway.com (الإنجليزية)
- دين ليكوك على موقع عالم كرة القدم.نت (الإنجليزية)